# Cala Blanca (Lorca)
Cala Blanca es una pequeña playa natural situada en el municipio de Lorca, en la Región de Murcia (España). Se encuentra en el extremo sur del litoral lorquino, muy cerca del límite con Águilas y en las proximidades del espacio natural de Cabo Cope y Marina de Cope. Es una cala de aguas limpias y entorno virgen, frecuentada por quienes buscan tranquilidad, naturaleza y paisajes poco alterados.

## Localización y entorno

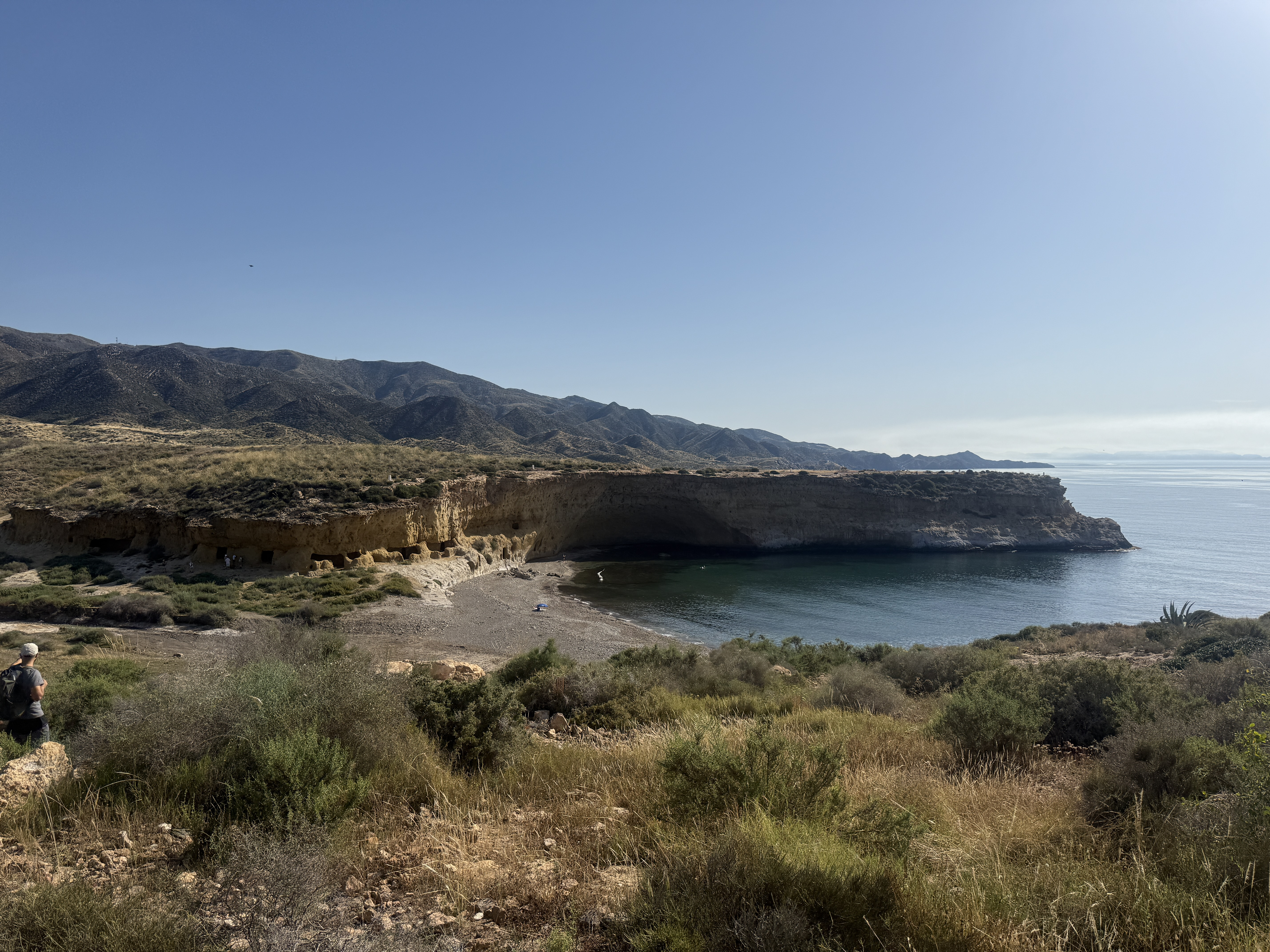
Vista panorámica de Cala Blanca, desde el sendero superior.

La cala está situada en la costa sur de Lorca, entre la Playa de la Galera (Águilas) y el entorno de Puntas de Calnegre. La zona carece de urbanización y forma parte del tramo de litoral mejor conservado del municipio, muy cerca del espacio protegido de Marina de Cope. El acceso a la playa es únicamente a pie, por un sendero que discurre entre matorrales. A dicho acceso, se puede llegar por una carretera asfaltada.

## Características

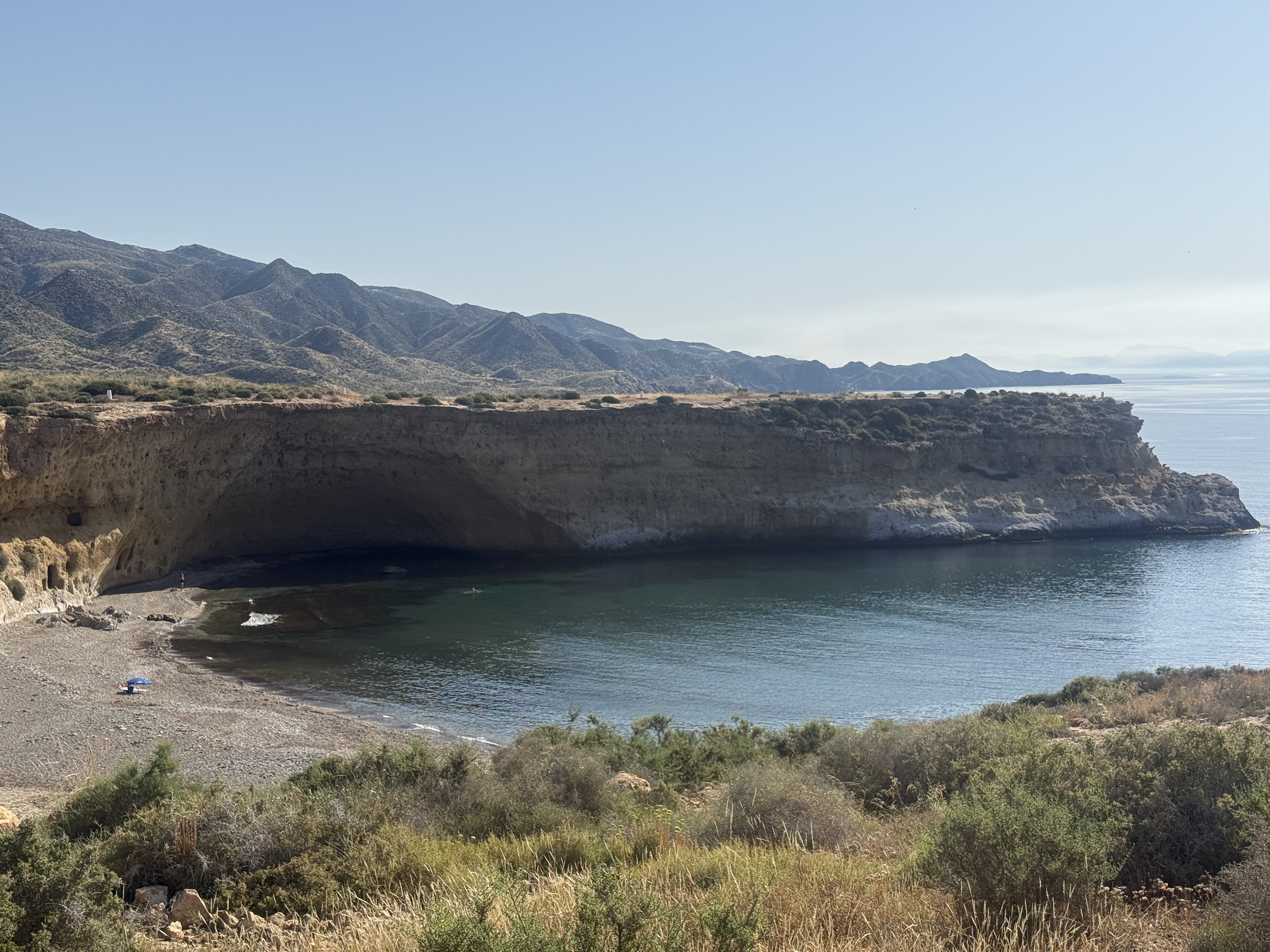
Cala Blanca con el mar en calma.

Cala Blanca es una cala de tamaño reducido, formada por una mezcla de arena clara y grava. Sus aguas son limpias y de color turquesa, especialmente en días de mar en calma. La playa no dispone de servicios ni vigilancia, por lo que suele ser tranquila incluso en los meses de verano. El entorno, con vegetación autóctona y afloramientos rocosos, resulta idóneo para la observación de aves y el disfrute de la naturaleza.

## Usos y actividades

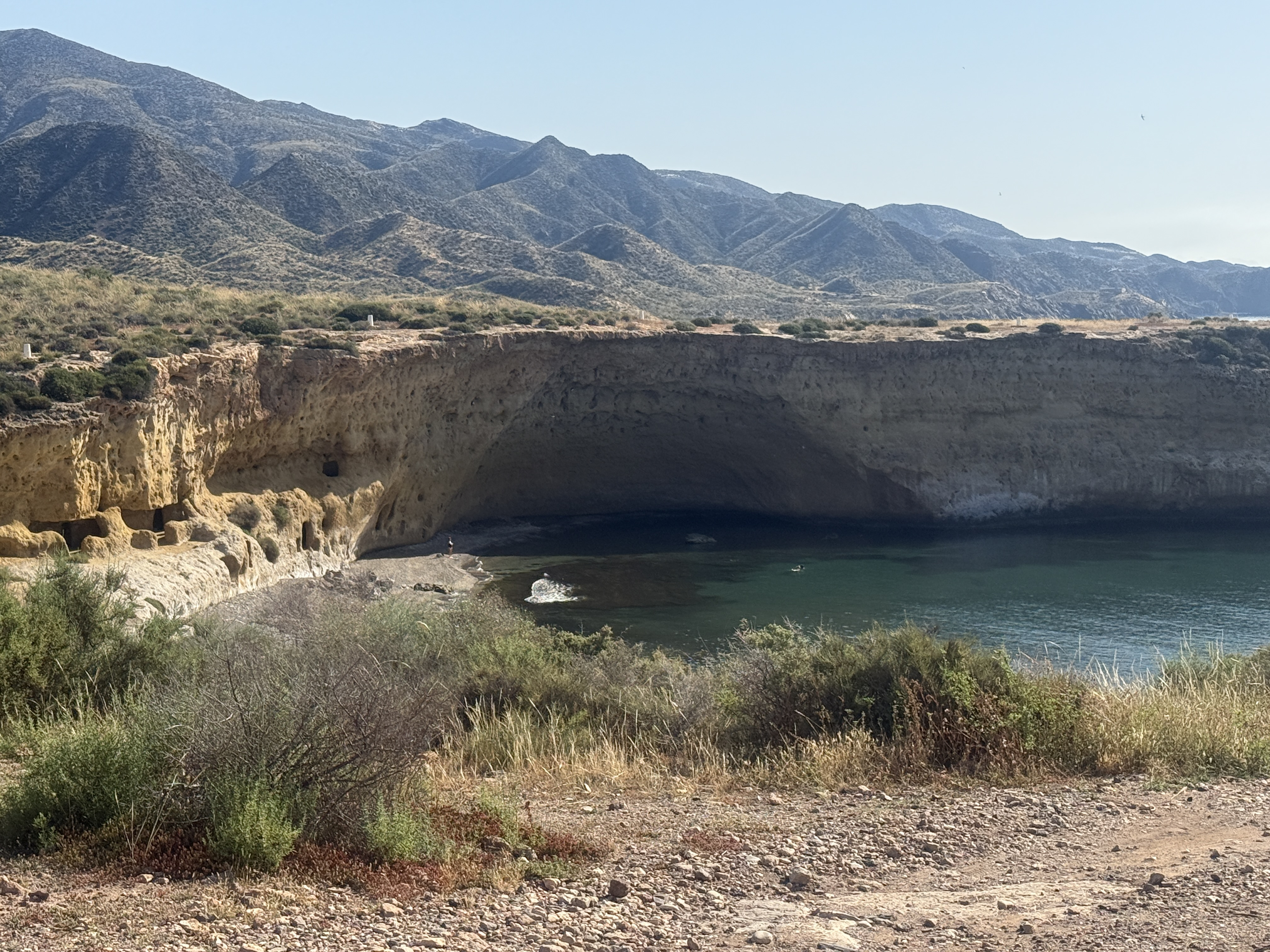
Cala Blanca, Lorca.

La playa es frecuentada por bañistas que buscan tranquilidad, así como por aficionados al esnórquel y la fotografía de paisajes. La calidad de las aguas y el aislamiento favorecen la presencia de fauna marina y permiten disfrutar de un baño en un ambiente poco masificado.

## Información y señalización

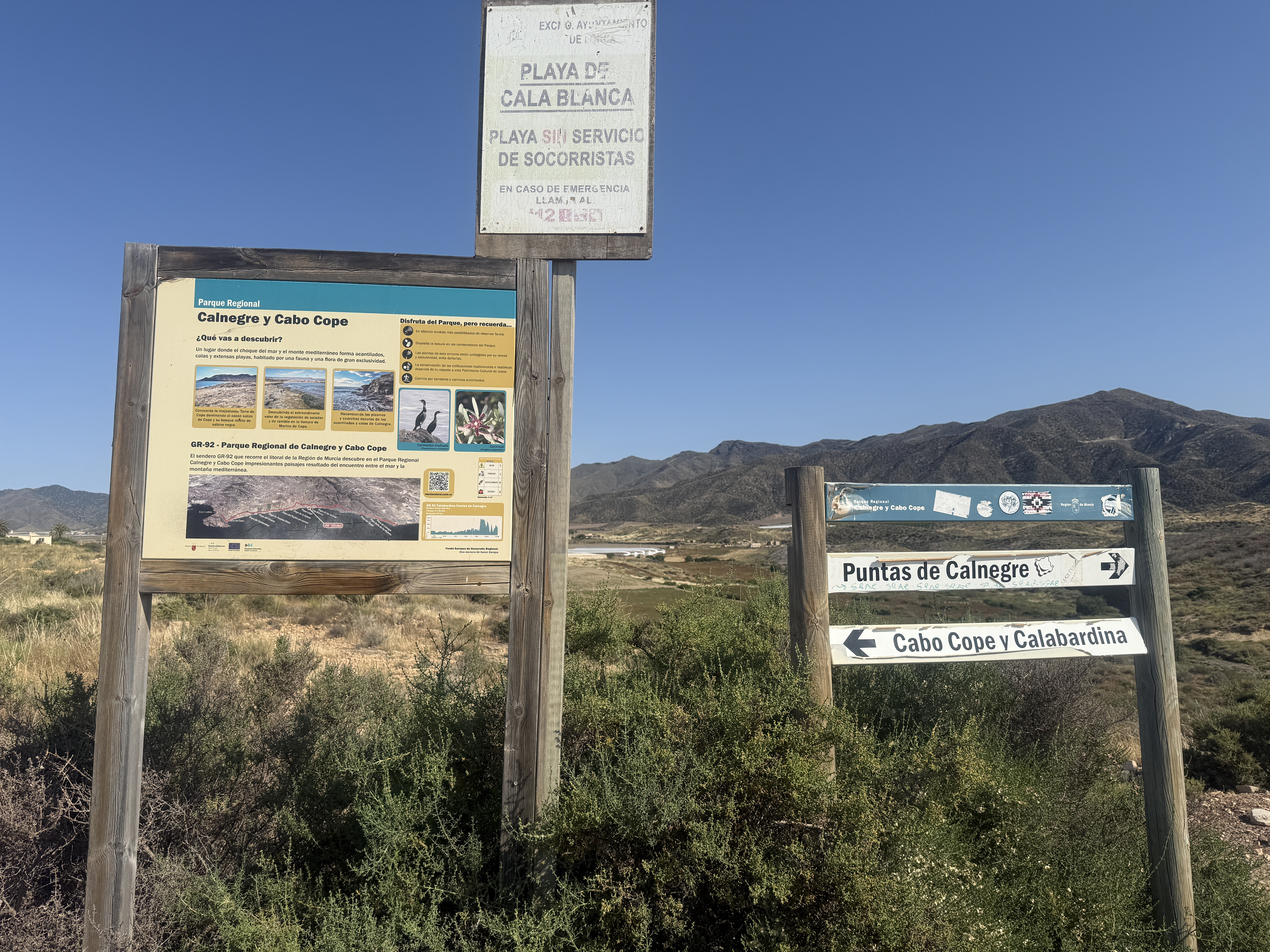
Paneles informativos en el acceso a Cala Blanca.

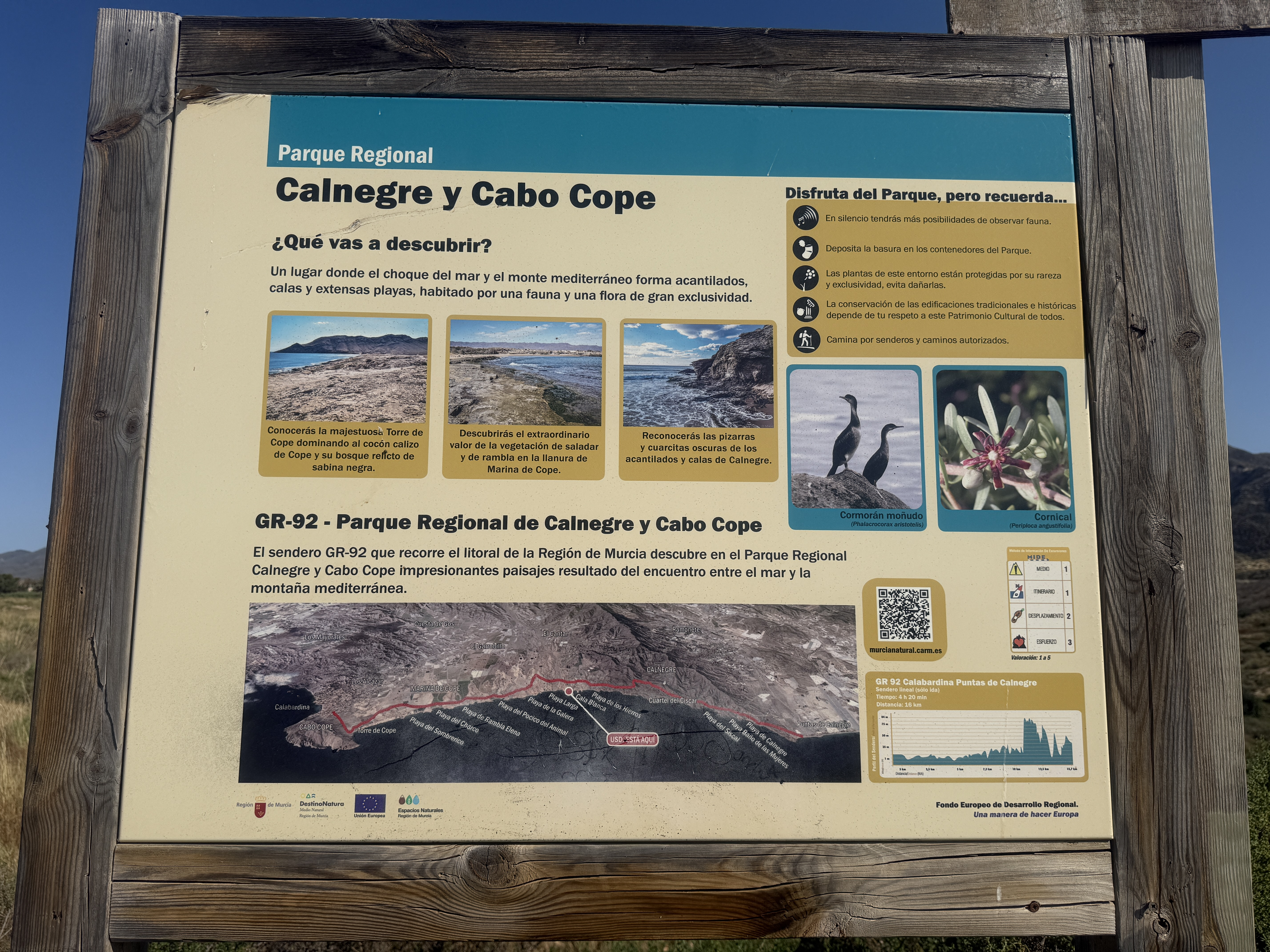
Cartel principal con normas y especificaciones.

En el acceso a la cala existen paneles informativos que indican las normas básicas de uso y las características del entorno, recomendando el respeto al medio ambiente y la recogida de residuos. No hay papeleras ni otro tipo de instalaciones, por lo que los visitantes deben llevarse su basura.

## Conservación
El entorno de Cala Blanca se mantiene en estado natural gracias a la escasa presión urbanística y a su inclusión en la zona de influencia del Parque Regional de Cabo Cope y Puntas de Calnegre. Esto contribuye a la conservación de la flora y fauna autóctonas y al mantenimiento del paisaje litoral.

## Cómo llegar
Se accede a Cala Blanca desde la carretera costera que une Águilas y Puntas de Calnegre, tomando un desvío a la altura de El Cantar. El último tramo debe hacerse a pie.